# Stadstuinen
De Stadstuinen is een park maar ook een straat in het stadshart Amstelveen. Het is een vrij nieuw park en ligt ten noorden van het Handelsplein. Aan de westzijde ligt de gelijknamige straat. Het park dat oorspronkelijk de werknaam "Stadshart Oost" kreeg, werd ontworpen door "Atelier Quadrat" en kwam gereed in 1997. Naast groenvoorzieningen en waterpartijen, waaronder een rechthoekige vijver, bevindt zich er ook een paviljoen dat gelegen is aan het voorplein en de vijver.
Het winkelcentrum Binnenhof en de standplaats van tramlijn 5 bevinden zich ten zuiden van het park.   